# Bundesstraße 270
De Bundesstraße 270 is een bundesstraße in de Duitse deelstaat Rijnland-Palts
De B 270 vormt de verbinding tussen Idar-Oberstein in de Hunsrück, de stad Kaiserslautern en Pirmasens.
De B 270 is dus een erg belangrijke noord-zuidvebinding in dit deel van Duitsland.

## Routebeschrijving
De B270 begint in het stadsdeel Georsbach-Weierbach Idar-Oberstein op een afrit van de B41. De weg loopt verder door Mittelreidenbach, Oberreidenbach, Sienhachenbach, Sien, Langweiler (bei Lauterecken), Grumbach en via een rondweg langs Lauterecken hier kruist man de B420.
Na de B420 loopt de weg verder door Lohnweiler, Heinzenhausen, Wolfstein, Rutsweiler an der Lauter, Kreimbach-Kaulbach, Olsbrücken, Hirschhorn, Katzweiler, Sambach en bereikt men de stad Kaiserslautern, hier vormt de B270 van noord naar zuid de westelijke randweg van de stad, die in de afrit Kaiserslautern-West de A6 kruist en een paar kilometer zuidelijker sluit in de afrit Kaiserslautern-Hohenecken de B37 aan. Na Kaiserslautern komt de weg nog door  Schopp, Geiselberg, Steinalben en Waldfischbach-Burgalben om in de afrit Pirmasens-Bibermühler Straße aan te sluiten op de B10. Vanaf hier loopt er een lokale weg de stad Pirmasens in.

## Geschiedenis
De B270 was tijdens de Koude Oorlog van strategisch belang vanwege de vele militaire bases in dit gebied. In november 2006 opende een rondweg van Wolfsheim.

## Verkeersintensiteiten
In 2010 reden dagelijks 3.000 tot 5.000 voertuigen tussen Idar-Oberstein en Kaiserslautern, met een piek tot circa 7.000 voertuigen in de grotere dorpen. Door het westen van Kaiserslautern rijden 42.000 voertuigen, daarna dalend naar 7.000 tot 14.000 voertuigen tussen Kaiserslautern en Pirmasens.
B1 · B3 · B7 · B8 · B9 · B10 · B26 · B27 · B35 · B37 · B38 · B39 · B40 · B41 · B42 · B43 · B43a · B44 · B45 · B47 · B48 · B49 · B50 · B51 · B52 · B53 · B54 · B55 · B55a · B56 · B56n · B57 · B58 · B59 · B61 · B62 · B63 · B64 · B65 · B66 · B66n · B67 · B68 · B70 · B80 · B83 · B84 · B219 · B220 · B221 · B223 · B224 · B225 · B226 · B227 · B228 · B229 · B230 · B231 · B233 · B234 · B235 · B236 · B237 · B238 · B239 · B241 · B249 · B250 · B251 · B252 · B253 · B254 · B255 · B256 · B257 · B258 · B259 · B260 · B261 · B262 · B263 · B264 · B265 · B266 · B267 · B268 · B269 · B270 · B271 · B272 · B274 · B275 · B277a · B278 · B279 · B284 · B288 · B323 · B324 · B326 · B327 · B399 · B400 · B403 · B405 · B406 · B407 · B409 · B410 · B411 · B412 · B413 · B414 · B416 · B417 · B418 · B419 · B420 · B421 · B422 · B423 · B424 · B426 · B427 · B428 · B429 · B448 · B449 · B450 · B451 · B452 · B453 · B454 · B455 · B456 · B457 · B458 · B459 · B460 · B469 · B473 · B474 · B475 · B476 · B477 · B478 · B479 · B480 · B481 · B482 · B483 · B484 · B485 · B486 · B487 · B488 · B489 · B499 · B504 · B506 · B507 · B508 · B509 · B510 · B511 · B513 · B514 · B515 · B516 · B517 · B519 · B520 · B521 · B525 · B528 · B611